# Oscar Cox
Oscar Sebastián Cox (Río de Janeiro, 20 de enero de 1880-Clermont-Ferrand, 6 de octubre de 1931) fue uno de los pioneros en traer el fútbol a Brasil, el principal fundador del Fluminense Football Club y su primer presidente, a partir del 21 de julio de 1902 al 15 de diciembre de 1903.

## Historia
Oscar Alfredo Sebastián Cox, ciudadano británico nacido en Río de Janeiro, fue uno de los fundadores del Fluminense Football Club y su primer presidente, del 21 de julio de 1902 a 15 de diciembre de 1903. También fue jugador del club carioca. Oscar era el hijo de Emmanuel George Cox, también ciudadano británico y vicecónsul de Inglaterra en Ecuador, y de la brasileña Minervina Dutra Cox, Oscar nació en el barrio de Humaitá, en Río de Janeiro. Su hermano, Edwin Horácio Cox, un regateador maestro, fue considerado el primer gran jugador tricolor.
Su padre, Emmanuel George Cox, fue uno de los fundadores del Río Cricket Club y la Asociación Atlética de la colonia inglesa de Niterói y segundo presidente de este club (1898-1907). Oscar Cox, viniendo a Brasil en 1897 procedente de Lausana, Suiza, donde había estudiado Humanidades College en La Villa, maduró durante cinco años su idea de formar un equipo de fútbol, el deporte casi desconocido en Río de Janeiro, a pesar de las afirmaciones anteriores aislados sin mayores repercusiones para la organización de este deporte se han celebrado en la ciudad, que era en ese momento de remar fascinado, se práctica en Botafogo Bay, y otros deportes de tierra que futebol. 
Al regresar de Londres en 1901, donde él caminaba , Oscar trajo más bolas y una novedad: un área grande, creado ese año. Todavía en 1901 , Oscar Cox organiza dos encuentros entre Río y São Paulo, con resultados 2-2 y 0-0 , si dispusendo para estimular la creación de otros clubes cuando regresé a Río de Janeiro, que daría lugar a la fundación varios clubes de la ciudad.
El 21 de julio de 1902, en Río de Janeiro, fue fundado Fluminense Football Club. La reunión fue presidida por Manuel Ríos y secretario Oscar Cox y Americo Couto (que era también el primer tricolor portero). A propuesta del Sr. de Mello y Virgilio Leite, Oscar fue aclamado primer presidente del club, luego de tomar el trabajo y pasando Manoel Ríos a secretario. Como jugador, Oscar fue campeón Carioca en 1906 y 1908 trabaja en cinco partidos  y jugó otros cuatro partidos amistosos en 1902 y 1903.
Se fue a Londres en 1910, sin duda, después de haber recibido su envío en un Firmada por los miembros de mensaje de despedida Fluminense. Este mensaje fue hallada en sus pertenencias después de su muerte, con el siguiente texto, escrito por él "Cresswell. En caso de mi muerte, para enviar Mario Pollo, secretario del Fluminense FC, en Río de Janeiro". Su voluntad fue respondida, después de su muerte, Oscar Cox tenía su cuerpo trasladado a Río de Janeiro, siendo enterrado en el Cementerio de San Juan Bautista (Carneiro Perpetuo 2068 - Block 38), en Botafogo, el 27 de octubre de 1931.
El 21 de julio de 1952, en conmemoración del quincuagésimo aniversario de la fundación del Fluminense Football Club en la tumba de Oscar Cox se dio a conocer una placa de bronce con la inscripción. "Vive y no dejar detrás de una institución que no vale la pena vivir, Oscar Cox dirigió la fundación de Fluminense Football club, que , en su quincuagésimo aniversario , aquí escribe su gratitud y anhelo". Un homenaje del entonces presidente del club, Fábio Carneiro de Mendonça.